# Asura lutea
Asura lutea är en fjärilsart som beskrevs av George Thomas Bethune-Baker 1908. Asura lutea ingår i släktet Asura och familjen björnspinnare. Inga underarter finns listade i Catalogue of Life.